# Š

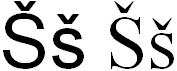
Letra do alfabeto latino Šš fontes: Arial e Times New Roman tamanho: 48 pt

O Š (minúscula: š) é uma letra (S latino, adicionado do caron) são usados em vários contextos.
Nas línguas eslavas, é a 25.ª letra do alfabeto croata e do bósnio, e a 20.ª letra do alfabeto esloveno, sendo representado pelo Alfabeto Fonético Internacional com o fonema /ʃ/. Exprime o fonema ch português.